# كاي روزين
كاي روزين (بالإنجليزية: Kay Rosen)‏ هي رسامة أمريكية، ولدت في 1949.

## وصلات خارجية
- كاي روزين على موقع الموسوعة البريطانية (الإنجليزية)